# Ute Schüren
Ute Schüren (* 1963) ist eine deutsche Altamerikanistin und Ethnologin.

## Leben und Werk
Schüren studierte ab 1983 Altamerikanistik, Lateinamerikanistik und Ethnologie an der FU Berlin mit dem Magister-Abschluss 1991 (Untersuchung zur Bestimmung und Funktion von Emblem-Hieroglyphen in den klassischen Maya-Inschriften). 1991/92 war sie als wissenschaftliche Mitarbeiterin an der Vorbereitung der Ausstellung Die Welt der Maya im Hildesheimer Römer-Pelizäus-Museum beteiligt. Sie lehrte auch in Bremen, Hamburg und Berlin und wurde 2002 an der FU Berlin in Ethnologie promoviert (Dissertation: Rationalität oder Irrationalität bäuerlichen Wirtschaftens im Kontext staatlicher Politik? Haushaltsstrategien in mexikanischen Ejidos (Das Beispiel der Chenes-Region, Campeche)) und war 2003 bis 2008 wissenschaftliche Mitarbeiterin am dortigen Lateinamerika-Institut im Bereich Altamerikanistik. 2008 bis 2012 war sie Assistentin und Oberassistentin an der Universität Bern (Historisches Institut) und leitete dort kommissarisch die Abteilung Geschichte und Kulturen Lateinamerikas. 2014/15 hatte sie Lehraufträge in Lüneburg und Hannover. Sie ist seit 2016 am Historischen Seminar der Universität Münster, wo sie das DFG Projekt Kultureller Wandel im kolonialen Mexiko: Generationenkonflikte und Rechtspluralismus in indigenen Gemeinden der Halbinsel Yucatán (16. – 19. Jahrhundert) leitet.
Sie befasste sich mit der Maya-Kultur, aber auch der Geschichte der indigenen Gesellschaften im ländlichen Raum Mittelamerikas in der Kolonialzeit bis in die Gegenwart. 1985 war sie an Grabungen in den Maya-Ruinen von Rio Azul (Leitung Richard E. W. Evans, University of Texas at San Antonio) beteiligt.
1985 bis 2009 war sie Redakteurin und Herausgeberin der Zeitschrift Mexicon (Aktuelle Informationen und Studien zu Mesomerika/News and Studies on Mesoamerica/Noticias y Contribuciones sobre Mesoamérica). Seit 1993 ist sie regelmäßig zu Feldstudien in Mexiko, besonders auf der Halbinsel Yucatan.
Zusammen mit Antje Gunsenheimer hat sie 2016 mit Amerika vor der europäischen Eroberung, dem Band 16 der Neuen Fischer Weltgeschichte, ein Standardwerk vorgelegt, „das Maßstäbe setzt“.

## Schriften (Auswahl)
- mit Antje Gunsenheimer: Amerika vor der europäischen Eroberung, Neue Fischer Weltgeschichte, 2016, ISBN 978-3-10-010846-3
- Herausgeber mit Daniel Segesser, Thomas Späth: Globalized Antiquity: Uses and Perceptions of the Past in India, Mesoamerica, and Europe. Reimer Verlag, Berlin 2015 (darin von Schüren: Heirs of the Ancient Maya. Indigenous Organisations and the Appropriation of History in Yucatán, Mexico and Guatemala. Mesoamerica: A Brief Introduction.)
- Die Hieroglyphenschrift der Maya: Einblicke in die Historiographie altamerikanischer Gesellschaften, Antike Welt, 2013, Heft 2, S. 36–45.
- Indigene Kulturen vor der europäischen Eroberung. In: Friedrich Edelmayer, Bernd Hausberger und Barbara Potthast (Hrsg.): Lateinamerika, 1492–1850/70. Edition Weltregionen, Wien, S. 13–31.
- Kazike, in: Friedrich Jäger (Hrsg.): Enzyklopädie der Neuzeit. Metzler/Poeschel 2007
- Reconceptualizing the Post-peasantry: Household Strategies in Mexican Ejidos. European Review of Latin American and Caribbean Studies (Revista Europea de Estudios Latinoamericanos y del Caribe) 74, 2003, October, S. 47–63.
- La revolución tardía: Reforma agraria y cambio político en Campeche (1910–1940). In: Ruth Gubler und Patricia Martel (Hrsg.): Yucatán a través de los siglos. Universidad Autónoma de Yucatán, Mérida 2001, S. 285–318.
- Economic Strategies of Rural Producers: A Comparison of Ejido and Mennonite Agriculture. In: Annelies Zoomers (Hrsg.): Land and Sustainable Livelihood. Royal Tropical Institute, Amsterdam 2001, S. 209–228.
- Der Preis der Freiheit: Mexikos Landwirtschaft im Zeichen des Neoliberalismus. Lateinamerika Nachrichten, 289/290, Juli/August 1998, S. 39–44.
- Zwischen Pflanzstock und Traktor: Die Landwirtschaft yukatekischer Kleinbauern im Wandel. In: Ellen Schriek und Hans-Walter Schmuhl (Hrsg.): Das andere Mexiko: Indigene Völker von Chiapas bis Chihuahua. Focus (Kritische Universität), Gießen 1997, S. 114–134.
- Land ohne Freiheit, Mexikos langer Abschied von der Agrarreform, in: Karin Gabbert (Hrsg.): Land und Freiheit (Lateinamerika, Analysen und Berichte), Bad Honnef 1997, S. 33–65
- The Yaxchilan Emblem Glyphs: Indicators of Political Change and Expansion of a Classic Maya Polity, in: MEXICON XIV, 1992, 2, S. 30–39.
- Heirat und Expansion : die Bedeutung von Frauen in der Bündnispolitik von Yaxchilán, Mexiko, in: Das Altertum. Band 38, 1992, S. 99–213.